# St. Bartholomäus (Großenstein)

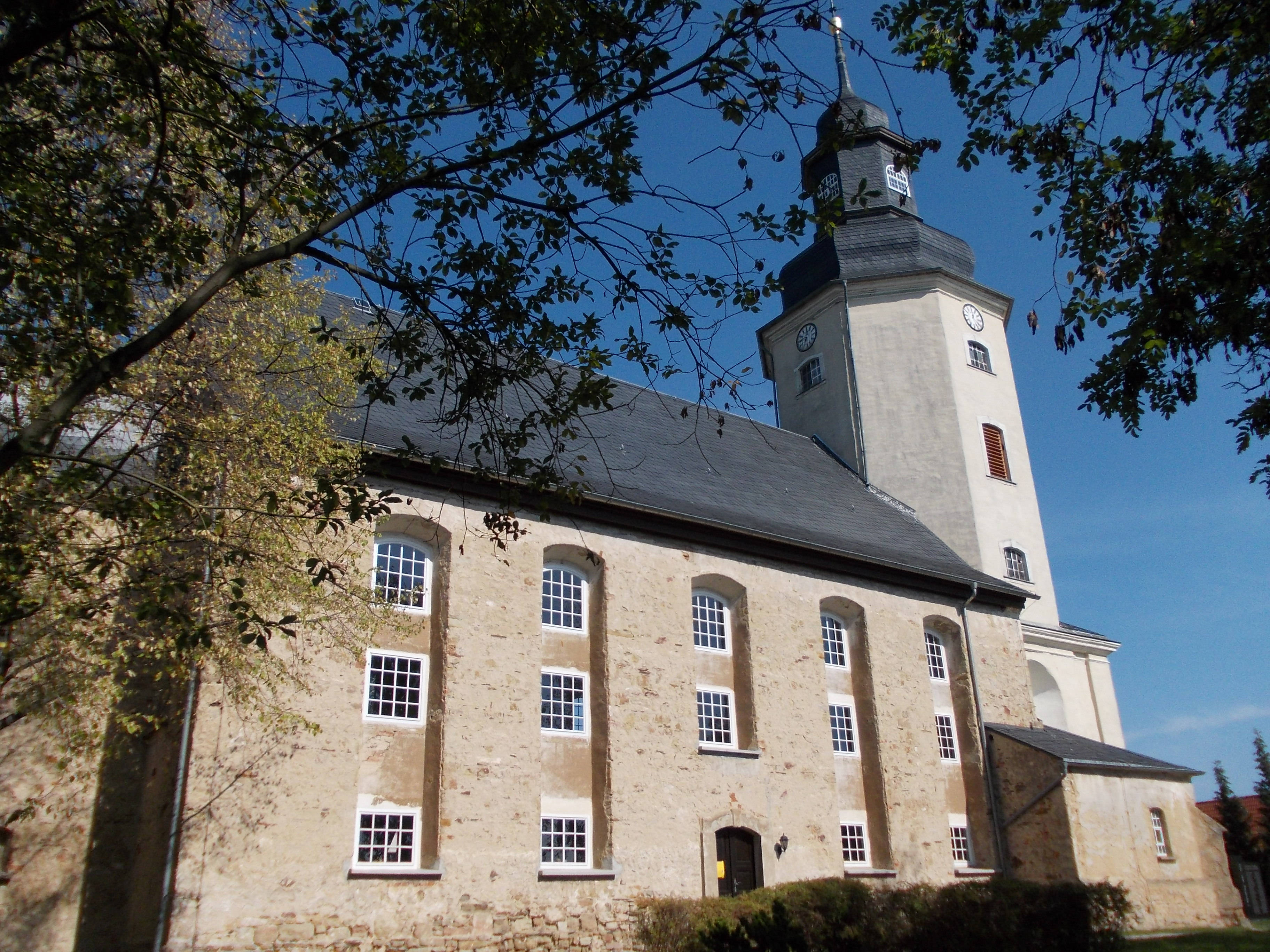
Pfarrkirche St. Bartholomäus

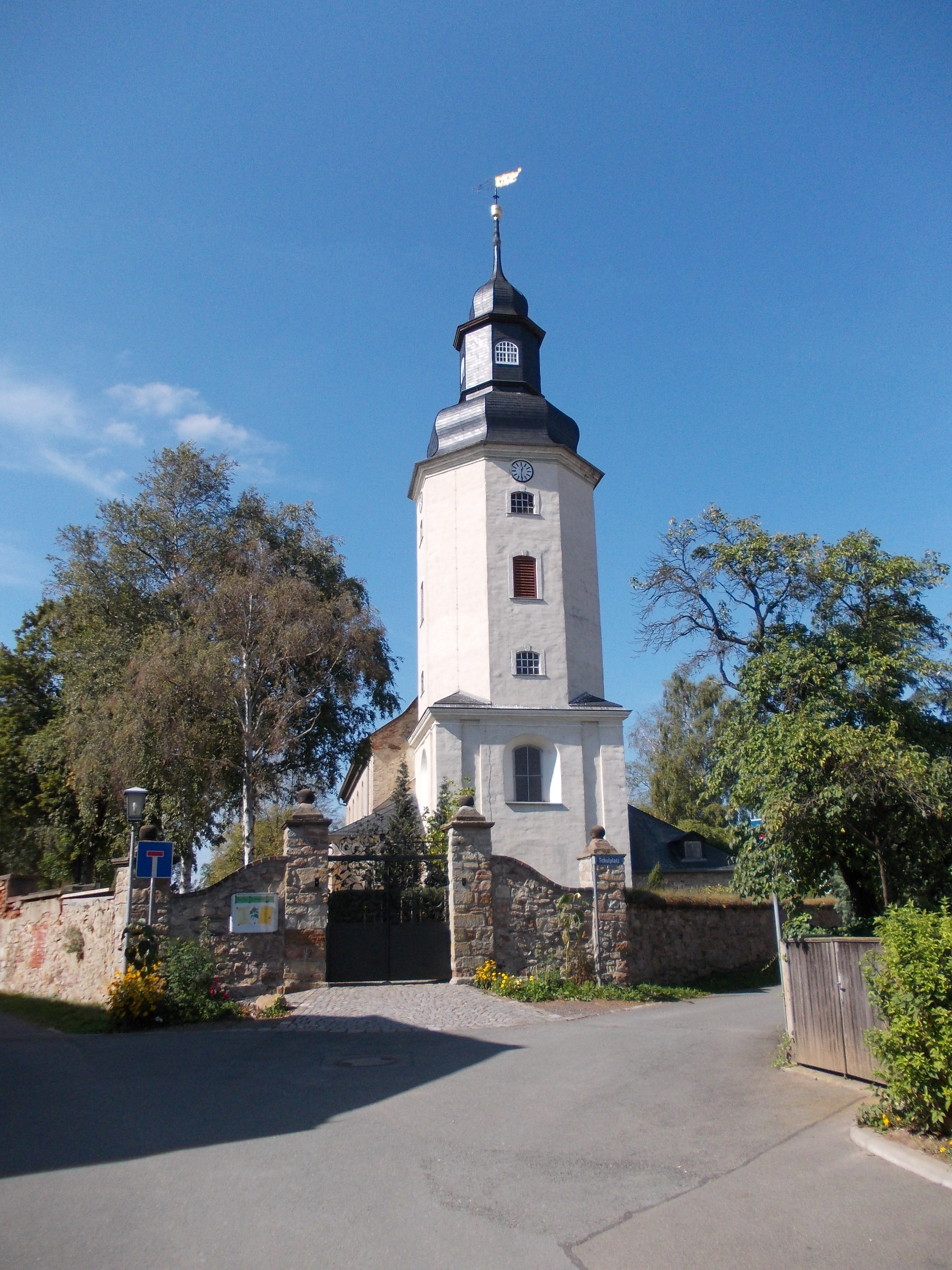
Kirchturm mit Glockenstube

Die Pfarrkirche St. Bartholomäus steht in Großenstein, eine Gemeinde in der Verwaltungsgemeinschaft Am Brahmetal im thüringischen Landkreis Greiz. Das Patrozinium hat der Apostel Bartholomäus.
St. Bartholomäus ist Pfarrkirche der Kirchengemeinde Großenstein-Baldenhain im Pfarrbereich Großenstein-Baldenhain im Kirchenkreis Altenburger Land.

## Geschichte
Die Saalkirche wurde 1294 erbaut. Bis zur Reformation war die Kirche des Ortes dem vogtländischen Kloster Cronschwitz inkorporiert. Nachdem die Kirche 1711 restauriert worden war, brannte sie 1754 ab. 1759 baute man sie wieder neu auf. Der Chorturm wurde erst 1784/85 errichtet. 1860 wurde die Kirche umfassend renoviert, wobei der Turm nur äußerlich erneuert wurde. An der Nordseite des Chores wurde eine Gruft, an der Südseite die Sakristei angebaut. Ab 1964 wurde der Innenraum erneut renoviert. 1969 wurde die zweite obere Empore entfernt. 1971 wurden Turm und Kirchenschiff neu verputzt. 1994 erhielten Kirchenschiff und Turmdach eine Schieferdeckung. Es wurde eine 75 cm große Turmkugel und ein Windrichtungsgeber aufgesetzt. 1995 wurde der Dachstuhl erneuert.

## Baubeschreibung
Das vom Turm getrennte Langhaus ist 21 Meter lang und 10,5 Meter breit. Nördlich daran wurde ein Vorbau an den Turm gesetzt.
Das Satteldach des Kirchenschiffs ist im Westen als Krüppelwalm ausgebildet.
Der Grundriss des auf der Ostseite sich befindenden Kirchturms beträgt 5 Meter mal 5,5 Meter. Das Erdgeschoss des Kirchturms hat an den Ecken Lisenen und ein stark profiliertes Traufgesims. Der achteckige dreigeschossige Oberbau ist mit einer Zwiebelhaube bedeckt, die von einer Laterne bekrönt ist.
Das Kirchenschiff mit seinen 5 Jochen öffnet sich zum Erdgeschoss des Turmes durch einen hohen Triumphbogen. An ihm befindet sich die Bezeichnung 1784. Im Kirchenschiff sind dreiseitige Emporen. Die Flachdecke ist längsgeteilt und wird von Vouten gestützt, deren Zargen mit Stuck verziert sind. Das zweite Geschoss der Emporen wurde 1969 abgebrochen.

## Poppe-Orgel
Mit den Wiederaufbau 1759 wurde gleichzeitig eine Orgel gekauft, die 1804 durch eine neue ersetzt wurde. Diese Orgel mit 28 Registern, verteilt auf 2 Manualen und Pedal, wurde von Friedrich Christian Poppe gebaut. Im Ersten Weltkrieg mussten die Orgelpfeifen aus Zinn zu Kriegszwecken abgeliefert werden. Sie wurden von Zinkpfeifen ersetzt.
Restauriert wurde sie 1992 von dem Unternehmen Vogtländischer Orgelbau Thomas Wolf.
Disposition
- I. Manual Hauptwerk (C–d³): 1. Principal 8' (Rekonstruktion), 2. Bordun 16', 3. Gemshorn 8', 4. Violadigamba 8', 5. Gedact 8', 6. Quintadena 8' (Rekonstruktion), 7. Octava 4', 8. Quinta 3', 9. Octava 2', 10. Flageolet 1' (Rekonstruktion), 11. Cornet 3fach, 12. Mixtur 5fach 1 1/3'
- II. Manual Oberwerk (C–d³): 13. Principal 8' (Teilrekonstruktion), 14. Lieblich Gedact 8', 15. Flauro travers 8' (überblasend), 16. Octava 4', 17. Rohrfloete 4', 18. Nasart 1 1/2', 19. Waldfloete 2', 20. Siffloete 1' (Rekonstruktion), 21. Echcornet 4fach (Rekonstruktion), 22. Mixtur 3fach 1', 23. Vox Humana 8' (Rekonstruktion nach Silbermann)
- Tremulant
- Pedal (C–c¹): 24. Violonbaß 16', 25. Subbaß 16', 26. Principalbaß 8', 27. Fagottbaß 16' (Rekonstruktion), 28. Posaunenbaß 16' (Rekonstruktion)
- Koppeln: Manualkoppel II/I, Pedalkoppel I
- Spielhilfen: Calcantenruf

## Geläut
In der Glockenstube hängt das Geläut aus drei Bronze-Kirchenglocken. Unter dem Bauschutt der 1754 von einer Feuerbrunst zerstörten Kirche wurden die Trümmer der Glocken zusammengesucht. Daraus wurden die drei neuen Glocken von der Glockengießerei Ulrich gegossen.
Die große Glocke wiegt 21 Zentner und hat einen Durchmesser von 126 cm, sie tönt im Kammerton a′ (435 Hz). Die mittlere Glocke wiegt 11 Zentner und hat einen Durchmesser von 100 cm und die kleinste wiegt 5,75 Zentner und hat einen Durchmesser von 83 cm Durchmesser.